# ビクトル・マヌエル・フェルナンデス・グティエレス
ビクトル（Víctor）ことビクトル・マヌエル・フェルナンデス・グティエレス（Víctor Manuel Fernández Gutiérrez、1974年4月17日 - ）は、スペイン・エストレマドゥーラ州メリダ出身の元サッカー選手、元サッカー指導者。ポジションはFW。元スペイン代表。

## 経歴

### クラブ
1995-96シーズンは2部のCDトレドで10得点の成績を残した。1996-97シーズンはプリメーラ・ディビシオン（1部）のレアル・バリャドリードに移籍し、16得点と大活躍を見せた。1999-2000シーズンは城彰二とコンビを組んで13得点した。2000-01シーズン、プリメーラ・ディビシオンに再昇格したビジャレアルCFに移籍すると、2年続けて14得点と安定した成績を残した。2004-05シーズンにはセグンダ・ディビシオン（2部）にいた古巣レアル・バリャドリードに移籍し、チームの中心としてポリバレントな働きを見せた。特に2006-07シーズンには19得点を挙げて得点ランク2位に入り、2部優勝と1部昇格の立役者となった。ホセバ・ジョレンテとのコンビはリーグ最強と謳われた。2009年、セグンダ・ディビシオンに初昇格したFCカルタヘナに移籍した。

### 代表
2000年2月23日のクロアチア戦で、スペイン代表としての唯一のキャップを刻んだ。

## タイトル
- ビジャレアル

UEFAインタートトカップ : 2003, 2004